# Алекса Костов
Алекса Божиков Костов е български военен деец и революционер, деец на Вътрешната македоно-одринска революционна организация.

## Биография
Алекса Костов е роден в 1865 година в неврокопското село Ловча, тогава в Османската империя. Посветен е във ВМОРО в 1897 година и развива активна революционна дейност. Става нелегален и по време на Илинденско-Преображенското въстание действа с четата на Атанас Тешовски в 1903 година, като участва в сражението с турски войски над село Голешево. В периода 1906 - 1907 година Алекса Костов е в четата на неврокопския войвода Петър Милев. Участва в сраженията с османски сили при село Зърнево. По време на Междусъюзническата война в 1913 година е ранен като войник в 69-и пехотен полк в сражението с гръцката войска при село Лахана. На 26 юли 1924 година при Търлиския инцидент е арестуван от новите гръцки власти и като стар революционер и българин е откаран, за да бъде застрелян, заедно с много други. Успява да избяга заедно с още осем човека по чудо. За този случай на Алекса Костов е даден открит лист от Петричкото околийско управление с № 3518 от 15 август 1924 година.
На 26 март 1943 година, като жител на Ловча, подава молба за българска народна пенсия, която е одобрена и пенсията е отпусната от Министерския съвет на Царство България.